# كبح جوي

مثال للكبح الجوي:
مارس ريكونيسانس أوربيتر•
المريخ

كبح جوي (بالإنجليزية: Aerobraking)‏، وهي مناورة خاصة بالمركبات الفضائية تستخدم لخفض ارتفاع النقطة العليا بالمدارات الإهليجية، أو الأوج المداري، عن طريق تحليق المركبة عبر الغلاف الجوي عندما تكون المركبة عند النقطة السفلى من المدار، أو الحضيض المداري. وتؤدي قوى السحب المؤثرة على المركبة الفضائية إلى إبطاء سرعتها. تستخدم هذه المناورة عندما تحتاج المركبة الفضائية الدخول في مدار منخفض بعد وصولها عند جرم يتمتع بغلاف جوي، وتحتاج هذه المناورة إلى كميات أقل من الوقود مقارنةً بالاستخدام المباشر للمحركات الصاروخية.

## الطريقة
تحتاج المركبة الفضائية بين الكوكبية أن تغير من سرعتها، عند وصولها إلى الجرم المقصود، لتبقى حول هذا الجرم. ويمكن أن تصل إجمالي التغيرات المطلوبة في السرعة إلى عدة كيلومترات لكل ثانية، عند الحاجة لإدخال المركبة الفضائية في مدار منخفض شبه دائري حول جرم يتمتع بجاذبية عالية، كما هو مطلوب لتنفيذ العديد من الدراسات العلمية. وتستلزم المعادلة الصاروخية للحصول على هذه التغيرات في السرعة باستخدام الدفع الصاروخي المباشر، استغلال جزء كبير من كتلة المركبة الفضائية ليكون وقودًا صاروخيًا. ويعني هذا أن حجم حمولة المركبة الفضائية ستكون محدودةً لأجهزة علمية صغيرة نسبيًا، أو سيحتاج إطلاق المركبة إلى نظام إطلاق شديد الضخامة والتكلفة. يمكن أن تفيد هذه المناورة في خفض احتياجات المركبة للوقود، إذا كان الجرم المقصود يتمتع بغلاف جوي. تؤسر المركبة الفضائية في مدار إهليجي شديد الاستطالة بفعل الاستخدام الضئيل نسبيًا لمحركاتها الصاروخية. وتُستخدم مناورة الكبح الجوي بعد ذلك لزيادة دائرية المدار. ويمكن أن تنخفض سرعة المركبة الفضائية إلى المستوى المطلوب من خلال مرورها عبر الغلاف الجوي للجرم المقصود مرةً واحدةً، إذا كان يتمتع بغلاف جوي سميك على نحو كافٍ. ومع ذلك، غالبًا ما تُنفذ مناورة الكبح الجوي عن طريق المرور المداري للمركبة عبر الغلاف الجوي للجرم عدة مرات على ارتفاعات عالية، وبالتالي، تمر المركبة بالمناطق التي يكون عندها الغلاف الجوي رقيقًا. وتُنفذ المناورة بهذه الطريقة للتقليل من آثار حرارة الاحتكاك، ولصعوبة التنبؤ التدقيق بمقدار الانخفاض في سرعة المركبة الذي سينتج عن مرورها مرةً واحدةً عبر الغلاف الجوي؛ بسبب آثار الاضطرابات الجوية التي لا يمكن التنبؤ بها، وتركيب الغلاف الجوي، ودرجة الحرارة. ويمكن أن يكون هناك وقتًا كافيًا بعد كل عبور للمركبة عبر الغلاف الجوي، عند تنفيذ مناورة الكبح الجوي بهذه الطريقة، لحساب مقدار التغير في السرعة وتنفيذ أي تصحيحات ضرورية لعملية العبور التالية. تستغرق مدة الوصول إلى المدار النهائي عند استخدام هذه الطريقة وقتًا طويلًا، وعلى سبيل المثال، تصل هذه المدة إلى أكثر من ستة أشهر في حالة كوكب المريخ، ويمكن أن تتطلب هذه الطريقة عبور المركبة عبر الغلاف الجوي للكوكب أو القمر عدة مئات من المرات. ويجب أن تحصل المركبة الفضائية كمية أكبر من الطاقة الحركية باستخدام محركاتها الصاروخية، بعد آخر عملية عبور بمناورة الكبح الجوي، لرفع نقطة الحضيض المداري لمدارها أعلى الغلاف الجوي للكوكب.
تتحول الطاقة الحركية المُتبددة أثناء الكبح الجوي إلى طاقة حرارية، ما يعني أن المركبة الفضائية التي تستخدم هذه المناورة يجب أن تكون قادرةً على تبديد هذه الطاقة الحرارية. يجب أن تتمتع المركبة أيضًا بمساحة سطح وقوة هيكلية كافية لإنتاج قوى السحب المطلوبة وتحمل آثارها، ولكن لا تصل شدة درجات الحرارة والضغوط المرتبطة بالكبح الجوي إلى نفس شدتها عند دخول الغلاف الجوي أو في مناورة الأسر الجوي. استخدمت عمليات محاكاة مناورة الكبح الجوي للمركبة مارس ريكونيسانس أوربيتر حدًا للقوة بمقدار 0.35 نيوتن لكل متر مربع مع مركبة فضائية بمساحة مقطع عرضي يصل إلى 37 مترًا مربعًا، وبلغت أقصى قيمة لقوة السحب نحو 7.4 نيوتن، ووصلت أقصى قيمة لدرجة الحرارة المتوقعة إلى 170 درجةً مئويةً. وتعتبر كثافة القوة (أي الضغط)، المؤثرة على مركبة مارس أوبزرفر أثناء تنفيذها لمناورة الكبح الجوي، والتي بلغت 0.2 نيوتن تقريبًا، مشابهةً للمقاومة الديناميكية الهوائية التي تنتج عند التحرك بسرعة 0.6 متر لكل ثانية (2.17 كيلومتر لكل ساعة) عند مستوى سطح البحر على كوكب الأرض، وهي تقريبًا نفس كمية المقاومة التي نشعر بها عند السير ببطء.